# 78e British Academy Film Awards
De 78e BAFTA Film Awards werden op 16 februari 2025 uitgereikt in de Royal Festival Hall in Londen. De prijsuitreiking werd gepresenteerd door David Tennant.
Op 5 januari 2024 maakte de BAFTA na de eerste stemronde de longlists bekend, een lijst van films en filmmakers die kans maken op een nominatie. De nominaties zelf werden op 15 januari bekendgemaakt door Will Sharpe en Mia McKenna-Bruce.

## Winnaars en genomineerden
De winnaars staan bovenaan in vet lettertype.

### Beste film
- Conclave
  - Anora
  - The Brutalist
  - A Complete Unknown
  - Emilia Pérez

### Beste regisseur
- The Brutalist – Brady Corbet
  - Anora – Sean Baker
  - Conclave – Edward Berger
  - Dune: Part Two – Denis Villeneuve
  - Emilia Pérez – Jacques Audiard
  - The Substance – Coralie Fargeat

### Beste originele scenario
- A Real Pain – Jesse Eisenberg
  - Anora – Sean Baker
  - The Brutalist – Brady Corbet en Mona Fastvold
  - Kneecap – Rich Peppiatt, Naoise Ó Cairealláin, Liam Óg Ó Hannaidh en JJ Ó Dochartaigh
  - The Substance – Coralie Fargeat

### Beste bewerkte scenario
- Conclave – Peter Straughan
  - A Complete Unknown – James Mangold en Jay Cocks
  - Emilia Pérez – Jacques Audiard
  - Nickel Boys – RaMell Ross en Joslyn Barnes
  - Sing Sing – Clint Bentley, Greg Kwedar, Clarence Maclin en John "Divine G" Whitfield

### Beste vrouwelijke hoofdrol
- Mikey Madison – Anora
  - Cynthia Erivo – Wicked
  - Karla Sofía Gascón – Emilia Pérez
  - Marianne Jean-Baptiste – Hard Truths
  - Demi Moore – The Substance
  - Saoirse Ronan – The Outrun

### Beste mannelijke hoofdrol
- Adrien Brody – The Brutalist
  - Timothée Chalamet – A Complete Unknown
  - Colman Domingo – Sing Sing
  - Ralph Fiennes – Conclave
  - Hugh Grant – Heretic
  - Sebastian Stan – The Apprentice

### Beste vrouwelijke bijrol
- Zoe Saldaña – Emilia Pérez
  - Jamie Lee Curtis – The Last Showgirl
  - Selena Gomez – Emilia Pérez
  - Ariana Grande – Wicked
  - Felicity Jones – The Brutalist
  - Isabella Rossellini – Conclave

### Beste mannelijke bijrol
- Kieran Culkin – A Real Pain
  - Yura Borisov – Anora
  - Clarence Maclin – Sing Sing
  - Edward Norton – A Complete Unknown
  - Guy Pearce – The Brutalist
  - Jeremy Strong – The Apprentice

### Uitzonderlijke Britse film
- Conclave
  - Bird
  - Blitz
  - Gladiator II
  - Hard Truths
  - Kneecap
  - Lee
  - Love Lies Bleeding
  - The Outrun
  - Wallace & Gromit: Vengeance Most Fowl

### Uitzonderlijk debuut van een Britse schrijver, regisseur of producent
- Kneecap – Rich Peppiatt (schrijver/regisseur)
  - Hoard – Luna Carmoon (schrijver/regisseur)
  - Monkey Man – Dev Patel (regisseur)
  - Santosh – Sandhya Suri (schrijver/regisseur), James Bowsher en Balthazar de Ganay (producenten) (ook geproduceerd door Mike Goodridge en Alan McAlex)
  - Sister Midnight – Karan Kandhari (schrijver/regisseur)

### Beste niet-Engelstalige film
- Emilia Pérez
  - All We Imagine as Light
  - I'm Still Here
  - Kneecap
  - The Seed of the Sacred Fig

### Beste documentaire
- Super/Man: The Christopher Reeve Story
  - Black Box Diaries
  - Daughters
  - No Other Land
  - Will & Harper

### Beste animatiefilm
- Wallace & Gromit: Vengeance Most Fowl
  - Flow
  - Inside Out 2
  - The Wild Robot

### Beste kinder- en familiefilm
- Wallace & Gromit: Vengeance Most Fowl
  - Flow
  - Kensuke's Kingdom
  - The Wild Robot

### Beste originele muziek
- The Brutalist – Daniel Blumberg
  - Conclave – Volker Bertelmann
  - Emilia Pérez – Camille en Clément Ducol
  - Nosferatu – Robin Carolan
  - The Wild Robot – Kris Bowers

### Beste casting
- Anora – Sean Baker en Samantha Quan
  - The Apprentice – Stephanie Gorin en Carmen Cuba
  - A Complete Unknown – Yesi Ramirez
  - Conclave – Nina Gold en Martin Ware
  - Kneecap – Carla Stronge

### Beste cinematografie
- The Brutalist – Lol Crawley
  - Conclave – Stéphane Fontaine
  - Dune: Part Two – Greig Fraser
  - Emilia Pérez – Paul Guilhaume
  - Nosferatu – Jarin Blaschke

### Beste montage
- Conclave – Nick Emerson
  - Anora – Sean Baker
  - Dune: Part Two – Joe Walker
  - Emilia Pérez – Juliette Welfling
  - Kneecap – Julian Ulrichs en Chris Gill

### Beste productieontwerp
- Wicked – Nathan Crowley en Lee Sandales
  - The Brutalist – Judy Becker en Patricia Cuccia
  - Conclave – Suzie Davies en Cynthia Sleiter
  - Dune: Part Two – Patrice Vermette en Shane Vieau
  - Nosferatu – Craig Lathrop

### Beste kostuumontwerp
- Wicked – Paul Tazewell
  - Blitz – Jacqueline Durran
  - A Complete Unknown – Arianne Phillips
  - Conclave – Lisy Christl
  - Nosferatu – Linda Muir

### Beste grime en haar
- The Substance – Pierre-Olivier Persin, Stéphanie Guillon, Frédérique Arguello en Marilyne Scarselli
  - Dune: Part Two – Love Larson en Eva Von Bahr
  - Emilia Pérez – Julia Floch Carbonel, Emmanuel Janvier, Jean-Christophe Spadaccini en Romain Marietti
  - Nosferatu – David White, Traci Loader en Suzanne Stokes-Munton
  - Wicked – Frances Hannon, Laura Blount en Sarah Nuth

### Beste geluid
- Dune: Part Two – Ron Bartlett, Doug Hemphill, Gareth John en Richard King
  - Blitz – John Casali, Paul Cotterell en James Harrison
  - Gladiator II – Stéphane Bucher, Matthew Collinge, Paul Massey en Danny Sheehan
  - The Substance – Valérie Deloof, Victor Fleurant, Victor Praud, Stéphane Thiébaut en Emmanuelle Villard
  - Wicked – Robin Baynton, Simon Hayes, John Marquis, Andy Nelson en Nancy Nugent Title

### Beste visuele effecten
- Dune: Part Two – Paul Lambert, Stephen James, Gerd Nefzer en Rhys Salcombe
  - Better Man – Luke Millar, David Clayton, Keith Herft en Peter Stubbs
  - Gladiator II – Mark Bakowski, Neil Corbould, Nikki Penny en Pietro Ponti
  - Kingdom of the Planet of the Apes – Erik Winquist, Rodney Burke, Paul Story en Stephen Unterfranz
  - Wicked – Pablo Helman, Paul Corbould, Jonathan Fawkner en Anthony Smith

### Beste Britse korte animatie
- Wander to Wonder
  - Adiós
  - Mog's Christmas

### Beste Britse korte film
- Rock, Paper, Scissors
  - The Flowers Stand Silently, Witnessing
  - Marion
  - Milk
  - Stomach Bug

## Films met meerdere nominaties
De volgende films ontvingen meerdere nominaties:
| Nominaties | Film                                  | Awards |
| ---------- | ------------------------------------- | ------ |
| 12         | Conclave                              | 4      |
| 11         | Emilia Pérez                          | 2      |
| 9          | The Brutalist                         | 4      |
| 7          | Anora                                 | 2      |
| 7          | Dune: Part Two                        | 2      |
| 7          | Wicked                                | 2      |
| 6          | A Complete Unknown                    |        |
| 6          | Kneecap                               | 1      |
| 5          | Nosferatu                             |        |
| 5          | The Substance                         | 1      |
| 3          | The Apprentice                        |        |
| 3          | Blitz                                 |        |
| 3          | Gladiator II                          |        |
| 3          | Sing Sing                             |        |
| 3          | Wallace & Gromit: Vengeance Most Fowl | 2      |
| 3          | The Wild Robot                        |        |
| 2          | Flow                                  |        |
| 2          | Hard Truths                           |        |
| 2          | The Outrun                            |        |
| 2          | A Real Pain                           | 2      |

## BAFTA Fellowship
- Warwick Davis[4]

## Rising Star Award
Publieksprijs voor meest veelbelovende acteertalent
- David Jonsson
  - Marisa Abela
  - Jharrel Jerome
  - Mikey Madison
  - Nabhaan Rizwan

## Uitzonderlijke Britse bijdrage aan de cinema
- MediCinema[5]